# Knöterich-Purpurspanner

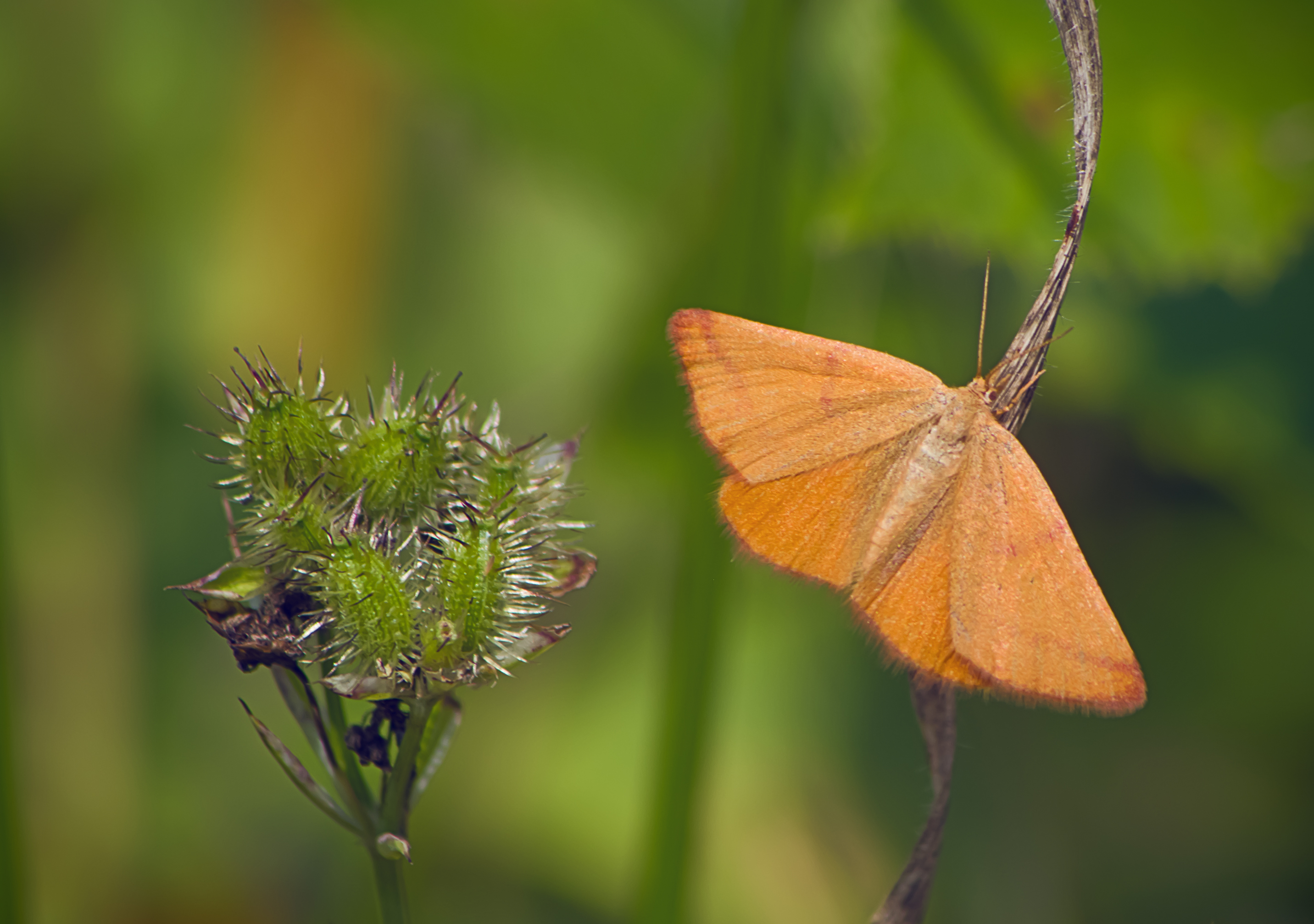
Weibchen der Frühjahrsgeneration
mit geringer Farbintensität

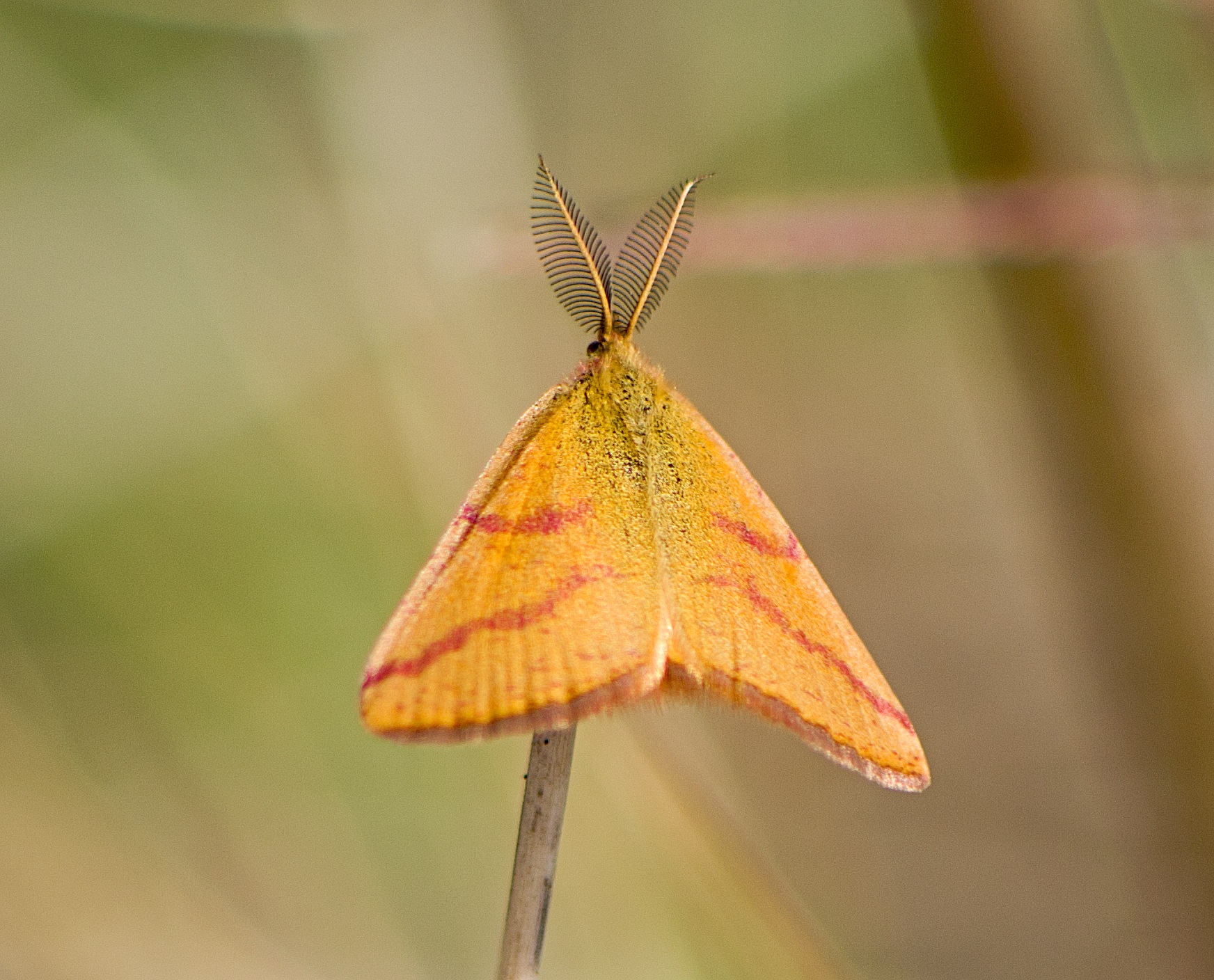
Männchen der Sommergeneration

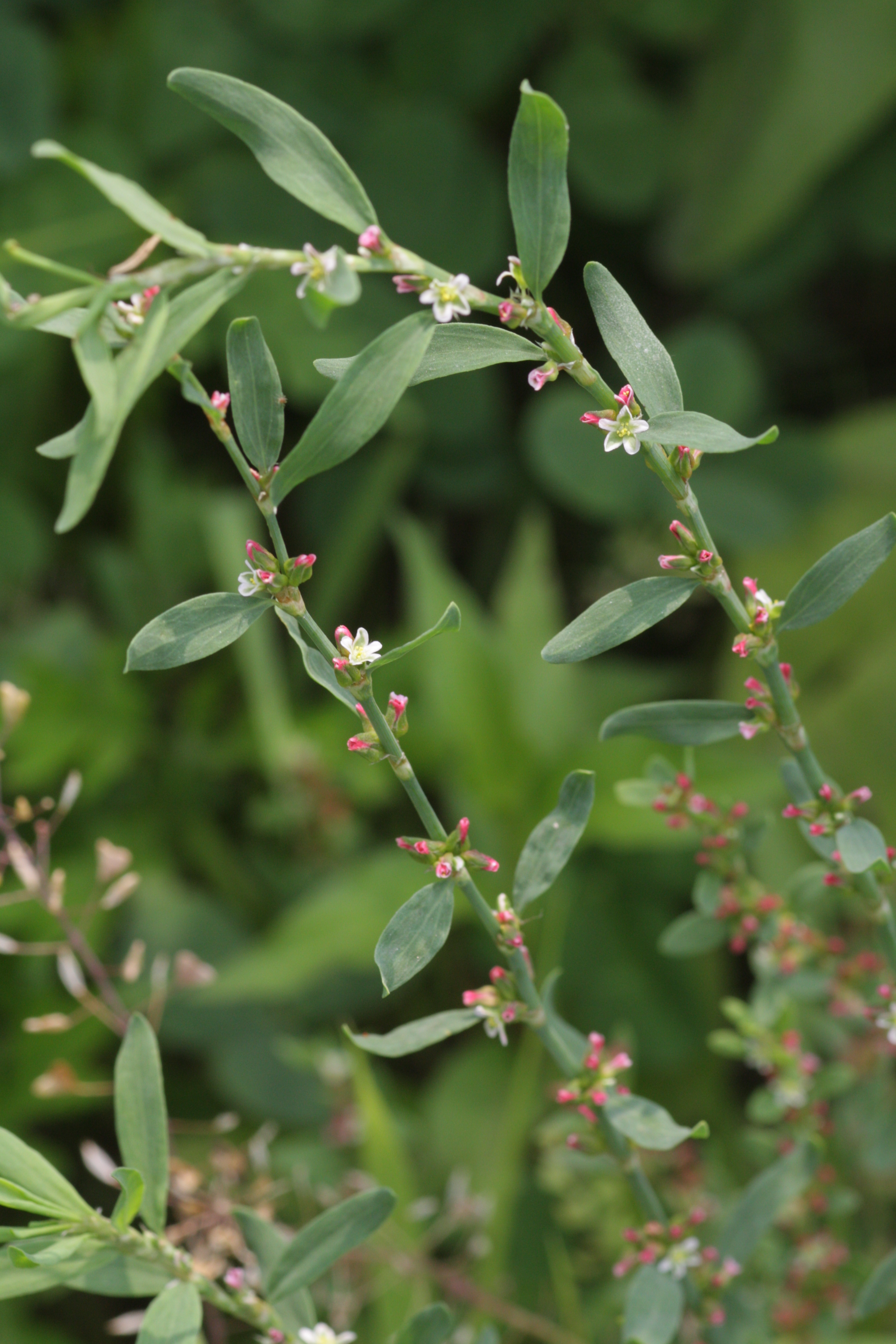
Vogelknöterich,
die Nahrungspflanze der Raupen

Der Knöterich-Purpurspanner (Lythria purpuraria), auch als Knöterich-Purpurbindenspanner oder Vogelknöterich-Purpurbindenspanner bezeichnet, ist ein Schmetterling (Nachtfalter) aus der Familie der Spanner (Geometridae). Das Artepitheton basiert auf dem lateinischen Wort purpura mit der Bedeutung „Purpur“ und bezieht sich auf die Färbung der Falter. Im englischen Sprachgebrauch wird er als Purple-barred Yellow bezeichnet.

## Merkmale

### Falter
Die Falter erreichen in der Regel eine Flügelspannweite von 20 bis 26 Millimetern. Gelegentlich kommen auch Falter mit einer minimalen Flügelspannweite von 18 oder einer maximalen von 28 Millimetern vor. Auf der ockergelben, gelbbraunen oder grünlich gelben Vorderflügeloberseite heben sich zwei schmale purpurrote Binden ab, die den Innenrand meist nicht erreichen. Zwischen den beiden Binden ist zuweilen ein roter Punkt am Vorderrand zu erkennen. Die Intensität der Färbung variiert je nach dem geographischen Vorkommen oder der Jahreszeit des Auftretens zuweilen beträchtlich. Die Hinterflügeloberseite ist zeichnungslos gelb bis gelborange. Der Saugrüssel ist schwach ausgebildet. Die Fühler der Männchen sind beidseitig mit langen Kammzähnen versehen, diejenigen der Weibchen sind fadenförmig.

### Ei
Das Ei hat eine weißgelbe bis grünlich gelbe Farbe, eine längliche ovale Form und ist etwa doppelt so lang wie breit. Es ist an den Enden abgeflacht und mit einer unregelmäßigen polygonalen Netzstruktur und kleinen Vertiefungen überzogen.

### Raupe
Erwachsene Raupen sind sehr schlank und rötlich braun bis dunkelbraun gefärbt. Die Rückenlinie ist hellbraun bis weißgrau, die Seitenstreifen haben eine helle gelbbraune, der Bauch eine weißliche Farbe. Am bräunlichen Kopf heben sich drei helle Längsstreifen sowie zwei Taster deutlich ab.

### Puppe
Die cremefarbene Puppe ist dunkel graubraun gescheckt und zeigt olivgrüne Flügelscheiden, deren helle graugelben Adern durchscheinen. Die Stigmen sind schwarz. Der Kremaster ist dunkelbraun gefärbt, leicht wellig und wulstig abgesetzt. An der runden, breiten, abgeplatteten Spitze befinden sich acht unterschiedlich lange Chitinhäkchen.

### Ähnliche Arten
- Beim Ampfer-Purpurspanner (Lythria cruentaria) sind die Flügel kürzer und runder, die purpurroten Querbinden sind meist wesentlich breiter als bei Lythria purpuraria.
- Lythria sanguinaria zeigt nahe dem Saum auf der Vorderflügeloberseite eine dritte, zuweilen in Punkte aufgelöste purpurrote Querbinde.
- Lythria plumularia unterscheidet sich durch die flächige purpurbraune Färbung an der Basis von Vorder- und Hinterflügel und das insgesamt dunklere Erscheinungsbild.

## Verbreitung und Vorkommen
Die Art  ist über ganz Süd-, Mittel- und Osteuropa sowie Kleinasien verbreitet, fehlt aber in Fennoskandinavien und auf den Britischen Inseln. Vom Baltikum erstreckt sich ihr Areal nach Osten bis nach Sibirien und Nordwest-China.
Der Knöterich-Purpurspanner besiedelt in erster Linie magere und sandige Flächen, grasige Heiden, Stoppelfelder, Brachen, Ödländereien und warme, steinige Hänge. In den Südalpen wurde er noch in Höhen von 1200 Metern gefunden.

## Lebensweise
Die tagaktiven Falter fliegen dicht über der Vegetation in schnellem Flug im Sonnenschein, vorzugsweise am Nachmittag. Sie erscheinen in zwei Generation von Ende April bis Anfang Juni sowie von Mitte Juni bis Anfang September. Die Raupen sind monophag und ernähren sich den Blüten und Samen des Vogelknöterichs (Polygonum aviculare). Bei Zuchten wurde eine Entwicklungszeit von vier bis fünf Wochen festgestellt. Die Puppen der Sommergeneration überwintern.

## Gefährdung
Der Knöterich-Purpurspanner kommt in Deutschland in den einzelnen Bundesländern in sehr unterschiedlicher Populationsdichte vor, ist in einigen nördlichen und westlichen Regionen verschollen und wird demzufolge auf der Roten Liste gefährdeter Arten je nach Region unterschiedlich eingestuft. In Baden-Württemberg, Bayern, Rheinland-Pfalz, Niedersachsen und Thüringen ist er „vom Aussterben bedroht“, in Brandenburg und Sachsen-Anhalt „sehr gefährdet“.